# Périgouné
Dans la mythologie grecque, Périgouné (en grec ancien Περιγούνη) est la fille du brigand Sinis qui faisait régner la terreur dans l’Isthme de Corinthe. Quand Thésée le tua, il se mit en quête de sa fille, grande et belle, qui s’était réfugiée au milieu des ronces et des asperges sauvages en implorant les plantes de la cacher. Ne parvenant pas à la trouver, Thésée parvint néanmoins à force de promesse à l’engager à se livrer à lui, et elle finit par céder. De leur union naquit un fils, Mélanippos, dont les descendants colonisèrent la Carie et conservèrent l’usage de ne pas brûler ronces et asperges sauvages, mais au contraire de les honorer.
Par la suite, Thésée maria Périgouné à Déionée, fils d’Eurytos, roi d’Œchalie. De cette union naquit peut-être Nisos, le roi de Mégare, qu'Hygin présente comme fils de Déion.